# Rivière Chesham
Pour les articles homonymes, voir Chesham.
La rivière Chesham est un tributaire de la rivière au Saumon, coulant dans la municipalité régionale de comté (MRC) Le Haut-Saint-François, dans la région administrative de l'Estrie, dans la province de Québec, au Canada. Ce cours d'eau traverse successivement les municipalités de:
- MRC Le Granit: dans le canton de Chesham, dans la municipalité de Notre-Dame-des-Bois;
- MRC Le Haut-Saint-François: dans le canton de Ditton, dans la municipalité de La Patrie.

La sylviculture constitue la principale activité économique de cette vallée.
La surface de la rivière Chesham est habituellement gelée de la mi-décembre à la mi-mars, sauf les zones de rapides; toutefois la circulation sécuritaire sur la glace se fait généralement de la fin-décembre au début de mars.

## Géographie
Les bassins versants voisins de la rivière Chesham sont:
- côté nord: rivière Saint-François, rivière Rouge (rivière au Saumon);
- côté est: rivière Victoria, rivière Clinton, rivière Bergeron;
- côté sud: rivière au Saumon, West Branch Magalloway (États-Unis);
- côté ouest: rivière au Saumon.

La rivière Chesham tire sa source à la confluence de deux ruisseaux de montagne situé sur le flanc sud d'une montagne qui est situé entre le Mont Mégantic (situé du côté ouest) et le Sommet Valence (situé du côté est).
À partir de sa source, la rivière Chesham coule sur 20,4 km du côté sud du Parc national du Mont-Mégantic, répartis selon les segments suivants:
- 2,6 km vers l'ouest, jusqu'à sa confluence avec un ruisseau (venant du nord-est);
- 2,6 km vers le sud, jusqu'à la confluence avec le ruisseau de la Fromagerie (venant du nord-ouest);
- 3,7 km vers le sud-ouest, jusqu'à la confluence (située à 1,1 km au nord-ouest de l'intersection routière au cœur du village de Notre-Dame-des-Bois) avec le ruisseau du Pont Rouge ;
- 3,7 km vers le sud-ouest, en traversant la route 212, jusqu'à la confluence du ruisseau Deloge;
- 7,8 km vers le sud-ouest, jusqu'à son embouchure[2].

La rivière Chesman se déverse sur la rive nord-est de la rivière au Saumon. Son embouchure est situé à 3,2 km en amont de l'embouchure de la rivière Ditton, à 5,1 km au sud du sommet de la montagne Noire et à 5,4 km au sud du sommet du Mont Notre-Dame.

## Toponymie
Le terme Chesham se réfère à une ville située dans les Chilterns, dans le Buckinghamshire, en Angleterre.
Le toponyme rivière Chesham a été officialisé le 5 décembre 1968 à la Commission de toponymie du Québec.